# Ondt blod
Ondt blod er en dansk film fra 1996.
- Manuskript og instruktion Carsten Fromberg.

Blandt de medvirkende kan nævnes:
- Jens Okking
- Thomas Bo Larsen
- Anders Nyborg
- Dejan Cukic
- Bjarne Henriksen
- Henrik Jandorf
- Pauline Rehné
- Lars Lunøe